# Chiesa di San Paolo primo eremita
La chiesa di San Paolo Primo Eremita è una chiesa sconsacrata di Roma, nel rione Monti in Via Agostino De Pretis.
Fu costruita nel 1785 su progetto di Clemente Orlandi, su una precedente chiesa, d'origine incerta, dedicata allo stesso santo. Il santo Stefano, re d'Ungheria, rappresentato nel quadro del primo altare a diritta è del Cav. Concioli. La statua di san Paolo sull'altare maggiore fu scolpita da Andrea Bergondi e l'Angelo Custode sull'altro altare è opera del Borgognone. Accanto alla chiesa era un monastero di eremiti della regola di san Paolo di nazionalità ungherese e polacca, che comprarono questo luogo dai monaci cistercensi di santa Pudenziana per edificarvi la chiesa, la quale fu poi data da Pio VI al conservatorio della Santissima Trinità.
La facciata è concava e presenta un breve protiro convesso su cui stanno le statue di due leoni e di un corvo, simboli del santo, che sorreggevano in origine un albero di palma, poi sostituito dallo stemma dei Savoia, quando la chiesa, dopo il 1870 fu sconsacrata.
Il Nibby descrive così l'interno della chiesa:
(Nibby, op. cit., p. 576)
Oggi è sede dell'Ufficio Relazioni Esterne e Cerimoniale della Segreteria del Dipartimento di Pubblica Sicurezza del Ministero dell'Interno.